# Maximilian Fretter-Pico
Maximilian Fretter-Pico (6 de febrero de 1892 - 4 de abril de 1984) fue un general alemán durante la II Guerra Mundial. Recibió la Cruz de Caballero de la Cruz de Hierro con Hojas de Roble de la Alemania Nazi.

## Biografía
Fretter-Pico nació en Karlsruhe, Baden-Wurtemberg, Alemania. Fretter-Pico entró en el servicio en 1910 en el Ejército prusiano y sirvió en la I Guerra Mundial. Durante los años de entreguerras, permaneció en el Ejército alemán; en 1938, fue enviado a Turquía como agregado militar.
Durante la Operación Barbarroja, la invasión de la Unión Soviética de 1941, Fretter-Pico comandó la 97.ª División Jäger en el Grupo de Ejércitos Sur. El 27 de diciembre de 1941, se le dio el mando del XXX Cuerpo, que participó en la Batalla de Sebastopol en el sur de Ucrania. Fretter-Pico fue promovido a general pleno en junio de 1942. Permaneció como oficial comandante del XXX Cuerpo hasta mediados de 1944, y después comandó el 6.º Ejército por el resto del año. En marzo de 1945, le fue dado el mando del Wehrkreis IX (Kassel). Se rindió a las fuerzas estadounidenses el 22 de abril de 1945 y fue internado hasta 1947. Fretter-Pico murió en Bad Wiessee en Baviera, Alemania.
Era el hermano mayor de Otto Fretter-Pico, también un general alemán durante la II Guerra Mundial.

## Condecoraciones

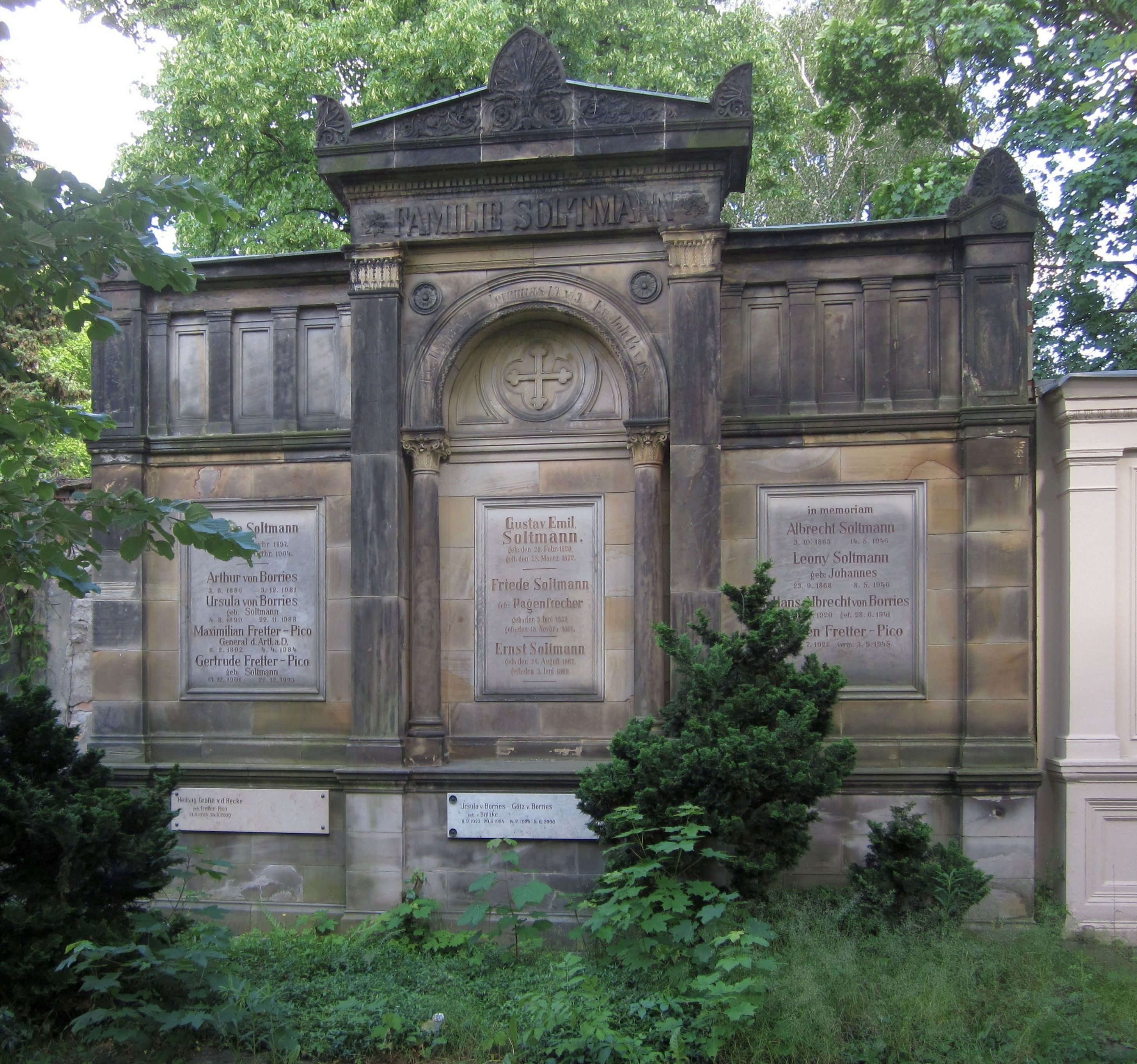
Tumba familiar en Berlín-Kreuzberg.

- Cruz de Hierro (1914), 2.ª Clase (12 de octubre de 1914) & 1.ª Clase (23 de diciembre de 1916)[1]
- Cruz de Caballero, 2.ª Clase, de la Orden del León de Zähringen con Espadas (10 de octubre de 1914)[1]
- Cruz Hanseática de Hamburgo (20 de enero de 1918)[1]
- Medalla de herido en Negro (junio de 1918)[1]
- Broche de la Cruz de Hierro (1939), 2.ª Clase (31 de octubre de 1939) & 1.ª Clase (16 de junio de 1940)[1]
- Medalla del Muro Occidental (22 de noviembre de 1940)[1]
- Cruz Alemana en Oro el 19 de septiembre de 1942 como General der Artillerie y comandante general del XXX. Cuerpo de Ejército[2]
- Cruz de Caballero de la Cruz de Hierro con Hojas de Roble
  - Cruz de Caballero el 26 de diciembre de 1941 como Generalmajor y comandante de la 97.ª División de Infantería[3]
  - Hojas de Roble el 16 de enero de 1944 como General der Artillerie y comandante general del XXX. Cuerpo de Ejército[3]